# Tel Amal

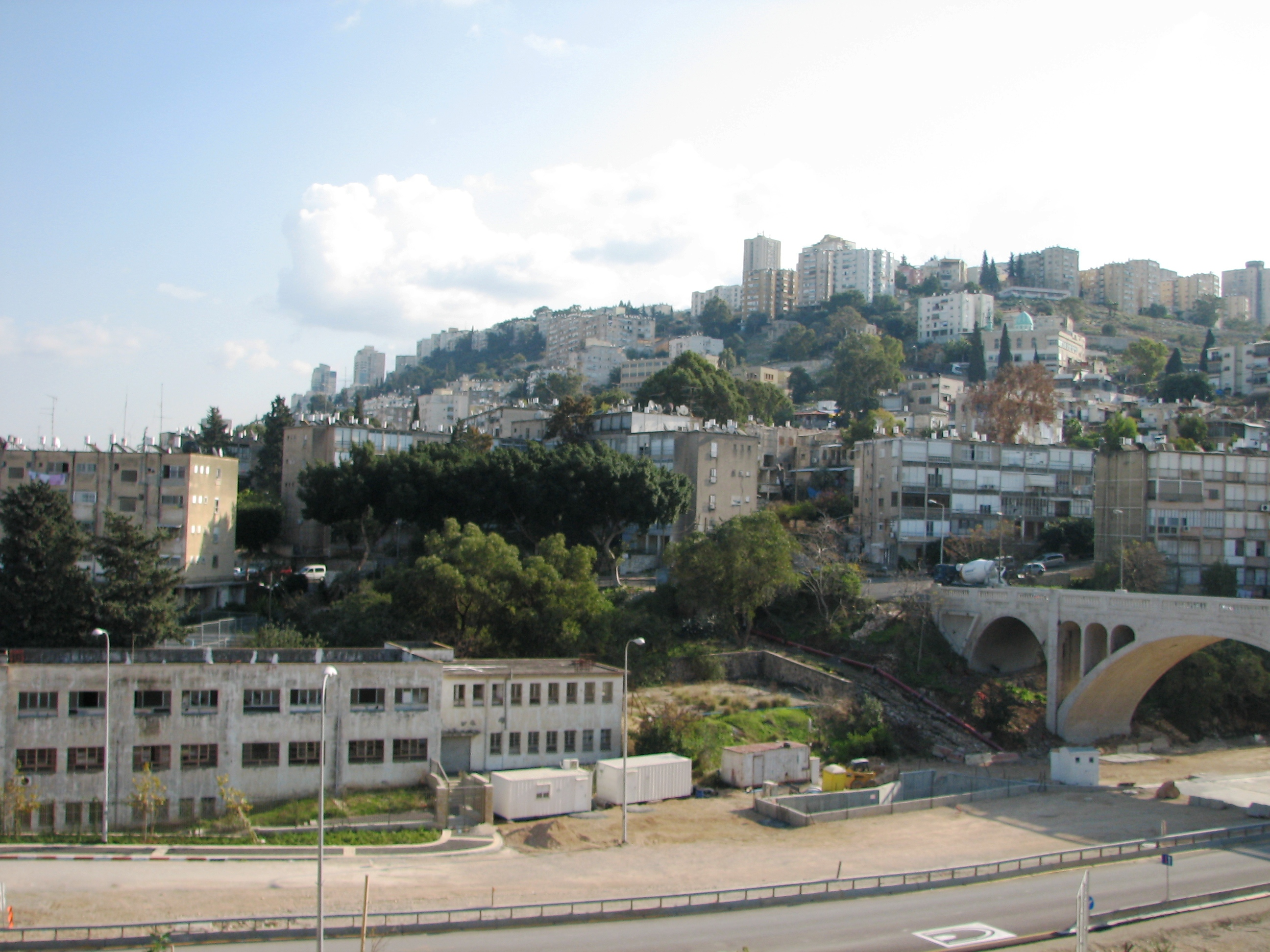
Zástavba ve čtvrti Chalisa, v popředí Most Rušmija, v pozadí čtvrť Tel Amal

Tel Amal (hebrejsky: תל עמל) je čtvrť v jihovýchodní části Haify v Izraeli. Nachází se v administrativní oblasti Neve Ša'anan-Jizre'elija, v pohoří Karmel.

## Geografie
Leží v nadmořské výšce necelých 100 metrů, cca 2,5 kilometru jihovýchodně od centra dolního města. Na jihu s ní sousedí čtvrť Neve Ša'anan, na západě Chalisa, na severu pak centrální část města okolo ulice Kibuc Galujot. Dál k severu už se prostírají průmyslové areály okolo Haifského přístavu. Zaujímá polohu na severním okraji svahů Karmelu. Na západě je tento sídelní svah omezen údolím vádí Nachal Giborim. Hlavní dopravní osou je ulice Derech Jad la-Banim a ha-Giborim. Populace je židovská, s nevýraznou arabskou menšinou.

## Dějiny
Patří k nejstarším sídelním jádrům v této oblasti. Výstavba tu započala ještě před vznikem státu Izrael, tedy před rokem 1948. Rozkládá se na rozloze 0,20 kilometru čtverečního. V roce 2008 zde žilo 3 580 lidí, z toho 2 590 Židů a 190 muslimů.